# Флаг Конфедеративных Штатов Америки
На протяжении своего существования Конфедеративные Штаты Америки (КША) сменили шесть государственных флагов. Первые четыре из них — так называемые «звёзды и полосы» (англ. Stars and Bars) напоминали по своему виду флаг США: полосатое красно-белое полотнище с белыми звездами в синем крыже, по одной на каждый штат. Как следствие, с отделением новых штатов и вступлением их в КША флаг менялся: если в марте 1861 года в крыже было семь звёзд, то в ноябре — уже тринадцать. Помимо количества звёзд, флаг отличался также и количеством полос. Их было всего три: две красных с одной белой в центре, как на флаге Австрии. Возможно, это сходство не случайно: автор флага, художник Никола Маршалл, имел немецкие корни и был знаком с немецкой вексиллологией.
Однако из-за сильного сходства с флагом США, использовавшимся северянами, на поле боя «звёзды и полосы» не использовались, так как могли привести к путанице. Вместо этого председатель комитета по флагам и печатям КША, Уильям Порчер Майлс, предложил флаг совершенно иного вида: красное полотнище с синим прямым крестом, украшенным пятнадцатью звёздами, и пальмой и лунным серпом на поле. Позже этот флаг претерпел изменения: лишние эмблемы были убраны, а синий прямой крест, по предложению южан еврейского происхождения, был заменён Андреевским крестом, так как знаки одной определённой религии в символике светского государства, по их мнению, были неприемлемы. Кроме того, крест получил белую окантовку.
Именно в таком виде этот флаг попал в пользование армий КША, которые использовали его на поле боя как боевое знамя. Однако со временем флаг с «южным крестом» приобрёл столь большую популярность, что стал претендовать на статус национального взамен слишком похожих на вражеские цвета «звёзд и полос». Поэтому в мае 1863 года старый государственный флаг КША меняется, и боевое знамя попадает на крыж этого нового флага. Кроме того, избавляются от полос: красно-бело-красный триколор сменился чисто белым полотнищем, которое, по словам редактора южной газеты Savannah Morning News, Уильяма Томпсона, символизировало господство белой расы в Конфедерации. В марте 1865 года флаг меняется в последний раз: для избежания путаницы с белым флагом как символом поражения на правую часть полотнища добавляется красная полоска.
| Флаг | Утверждён           | Отменен             |
| ---- | ------------------- | ------------------- |
|      | 4 марта 1861 года   | 21 мая 1861 года    |
|      | 21 мая 1861 года    | 2 июля 1861 года    |
|      | 2 июля 1861 года    | 28 ноября 1861 года |
|      | 28 ноября 1861 года | 1 мая 1863 года     |
|      | 1 мая 1863 года     | 4 марта 1865 года   |
|      | 4 марта 1865 года   | 10 апреля 1865 года |

## Флаги штатов Конфедерации
| штат              | флаг               |
| ----------------- | ------------------ |
| Южная Каролина    |                    |
| Миссисипи         |                    |
| Флорида           | Bandera de Florida |
| Алабама           |                    |
| Джорджия          |                    |
| Луизиана          |                    |
| Техас             |                    |
| Виргиния          |                    |
| Арканзас          |                    |
| Северная Каролина |                    |
| Теннесси          |                    |
| Миссури           |                    |
| Кентукки          |                    |
| Аризона           |                    |

## Другие флаги
В дополнение к национальным флагам Конфедерации, южане во время Гражданской войны развевали самые разнообразные флаги и знамёна. Например, «Bonnie Blue Flag» использовался в качестве неофициального флага в первые месяцы 1861 года. Кроме того, у многих воинских частей были свои полковые флаги, которые они несли в бой.

Bonnie Blue Flag
Sibley (боевой флаг армии Нью-Мексико)
Флаг 1-го кавалерийского полка чероки
Флаг Джорджа П. Гиллиса
Флаг 1-го корпуса, армии Теннесси
Боевое знамя армии Кентукки
Боевое знамя армии Транс-Миссисипи

## Использование флага Конфедерации после Гражданской войны

Боевое квадратное полотнище Армии Северной Вирджинии, использовавшееся под предводительством генерала Роберта Ли. Флаг разработан Уильямом Порчером Майлзом.

Среди флагов, использовавшихся Конфедеративными Штатами Америки, на сегодняшний день, наибольшей популярностью пользуется изображение «Южного Креста», боевой флаг известного генерала юга Роберта Э. Ли, командовавшего армией Северной Вирджинии. Он также известен как «флаг повстанцев», «флаг дикси».
Использование символов Конфедерации в современных США неоднозначно и вызывает споры, из-за ассоциаций с расизмом, рабством, сегрегацией и сепаратизмом. В наши дни боевое знамя КША часто называют «флагом Конфедерации» и для многих жителей он признан символом американского Юга. Многие южане гордо связывают боевые знамёна Конфедерации со своей исторической памятью, символом борьбы за своё наследие, образ жизни и традиции.
Своё возрождение флаг получил во время «мемориального периода», который проводился с конца XIX века до 1920-х годов. Именно тогда произошла некоторая реабилитация и использование флагов Конфедерации расширилось. Знамёна южан стали символическим воплощением движения, отстаивающих героизм солдат армии южан и утверждающим также, что рабство не было основной причиной Гражданской войны. С этой точки зрения, война рассматривается, как борьба, в первую очередь, за южный образ жизни и права штатов против северной агрессии. «Потерянная идеология» (англ. Lost Cause of the Confederacy) возникла в десятилетия после войны среди бывших генералов конфедератов и политиков южных штатов, а также среди некоторых организаций, например, «Объединённые ветераны Конфедерации» и «дочери Конфедерации».
Официальное и гражданское использование флага, как и других символов Конфедерации, вызывает дискуссии в США. В 2000 году велась дискуссия о том, может ли флаг Конфедерации висеть над Капитолием Южной Каролины (дискуссия закончилась принятием закона, в соответствии с которым флаг следовало спустить). В 2001 году губернатор Джорджии Рой Барнс (Roy Barnes), поспешно провёл замену флага штата, который, впоследствии, был заменён повторно.
Хиллари Клинтон в связи со стрельбой в Чарлстоне в 2015 году (см. ниже) назвала флаг Конфедерации символом «расистского прошлого нашей нации, которому нет места ни сейчас, ни в будущем» и который «не должен вывешиваться нигде». Её поддержал и президент Барак Обама, заявив, что флаг конфедератов остался напоминанием о «расовом порабощении».

### Общественное мнение

Прямоугольный вариант флага (без бахромы), популярный в наши дни. Такое знамя использовалось также в Теннессийской армии под командованием генерала Джозефа Э. Джонстона.

В 2011 году исследовательским центром Pew был проведён опрос, который показал, что 30 % американцев имеют «негативную реакцию», когда «они видят флаг Конфедерации». по данным того же опроса, 9 % американцев высказали положительную реакцию. У большинства (58 %) реакция была нейтральной. Среди чернокожих американцев, 41 % имели негативную реакцию, 10 % — положительную и 45 % опрошенных высказали своё безразличие. Аналогичный опрос, проведенный в 2015 году, показал незначительные изменения по сравнению с 2011 годом.
В национальном опросе в 2015 году по всем расам 57 % американцев считали, что флаг Конфедерации представляет собой Южную гордость, а не расизм. Аналогичный опрос в 2000 году имел почти идентичный результат в 59 %. Интересны результаты опроса, проведённого только на юге, поскольку они дали совершенно другой результат. 75 % белых южан назвали флаг символом гордости, однако 75 % южных афроамериканцев сказали, что флаг символизирует расизм.

### Стрельба в Чарлстоне
Результатом убийств в Чарлстоне 17 июня 2015 года стали репрессии в отношении флага Конфедератов. Лидер подразделения организации «Сыны ветеранов Конфедерации» в Южной Каролине Лиланд Саммерс заявил:
Не связывайте трусливые проявления расизма с нашим флагом Конфедерации. Нет абсолютно никакой связи между убийством в Чарльстоне и памятным флагом Конфедерации. Не создавайте её.
 Кандидат в президенты США от Республиканской партии Линдси Грэм, в связи с трагедией в Чарлстоне, сказал следующее: 
Мы не собираемся оправдывать этого парня из-за книги, которую он прочитал, фильма, который посмотрел, песню, которую послушал, или какого-то символа. Это он [виноват], а не флаг.

## Галерея

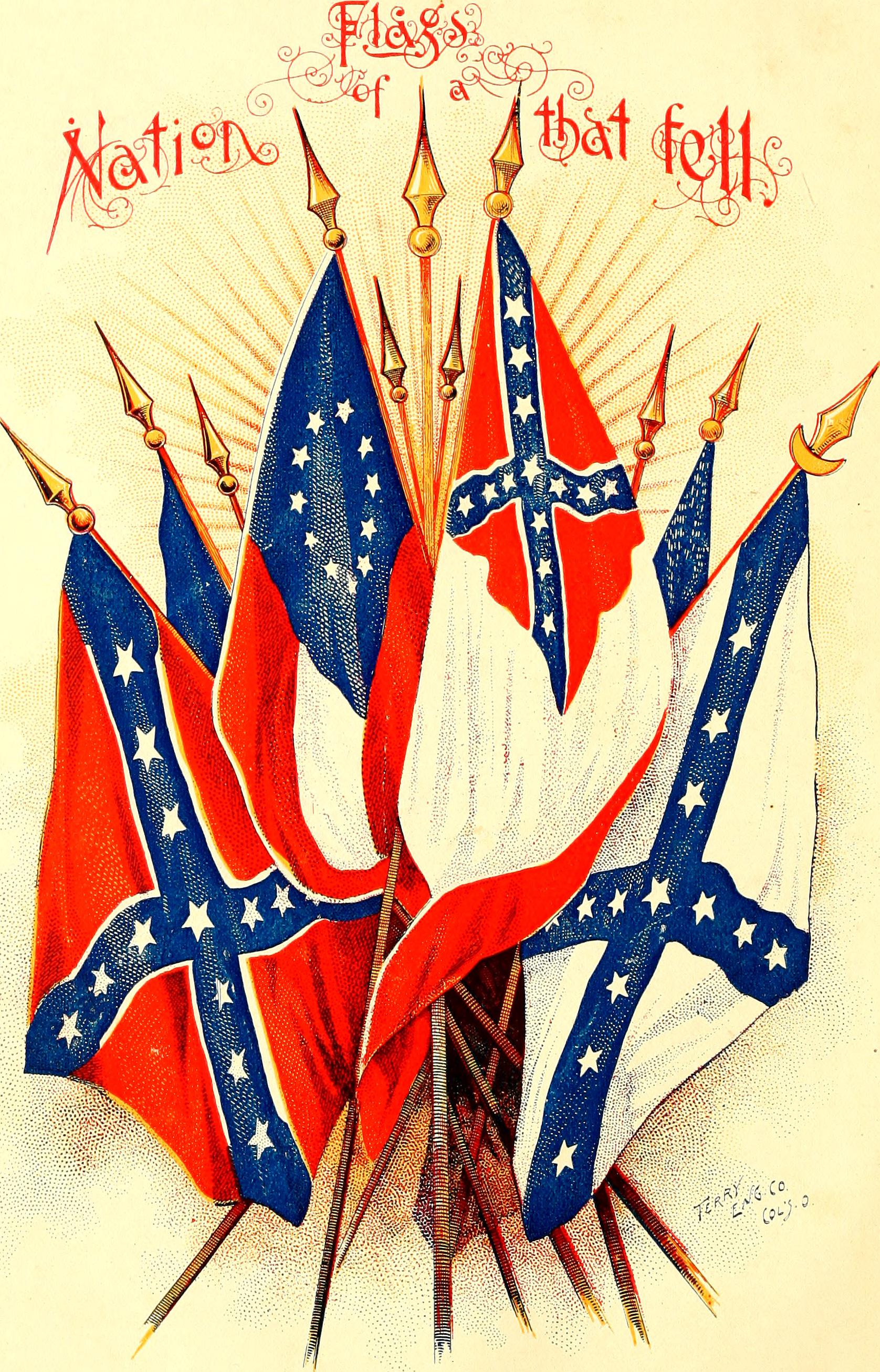
Рисунок из памятного альбома Объединенных Ветеранов Конфедерации
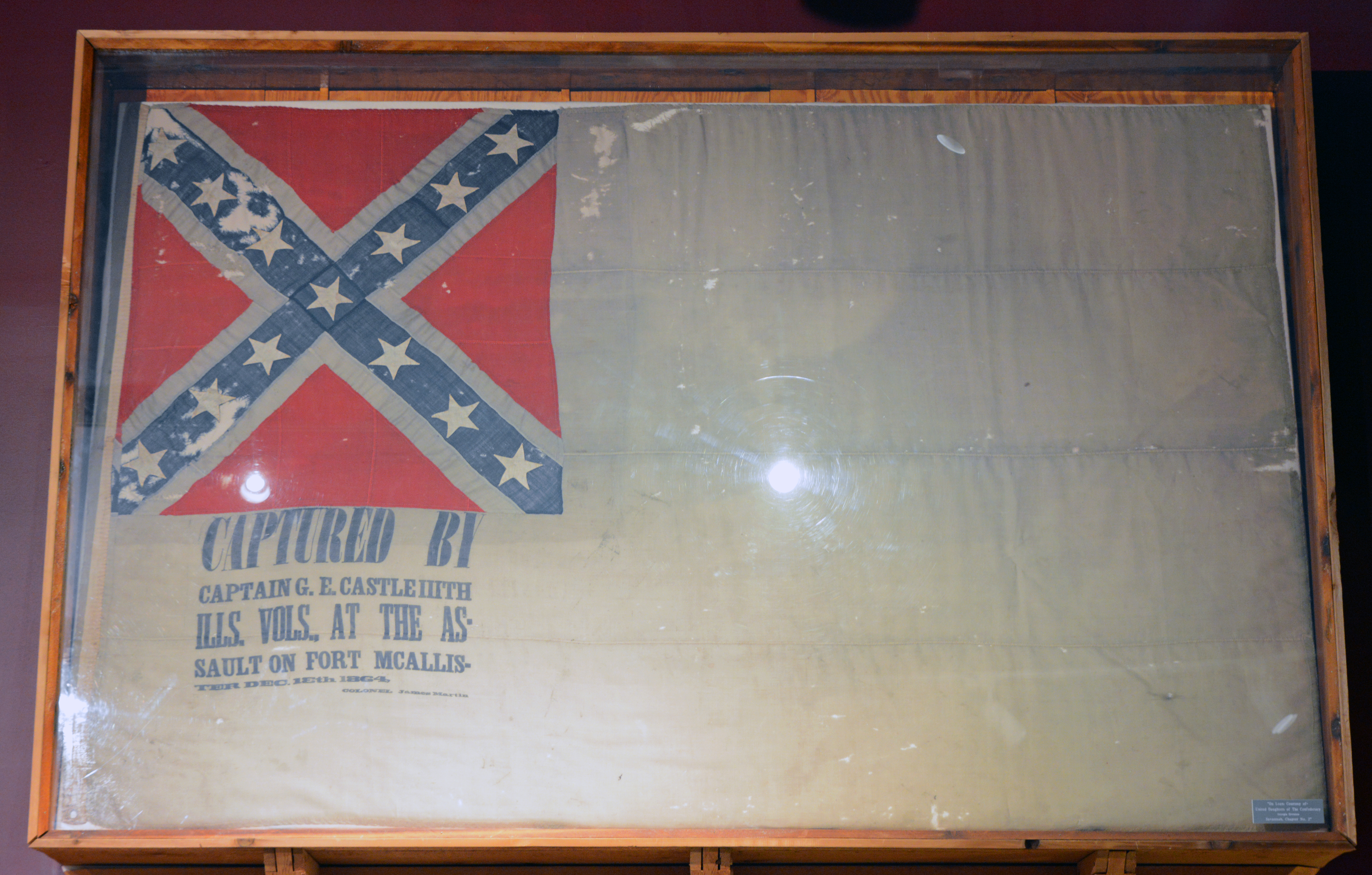
Национальный флаг Конфедерации (форт Макаллистер)
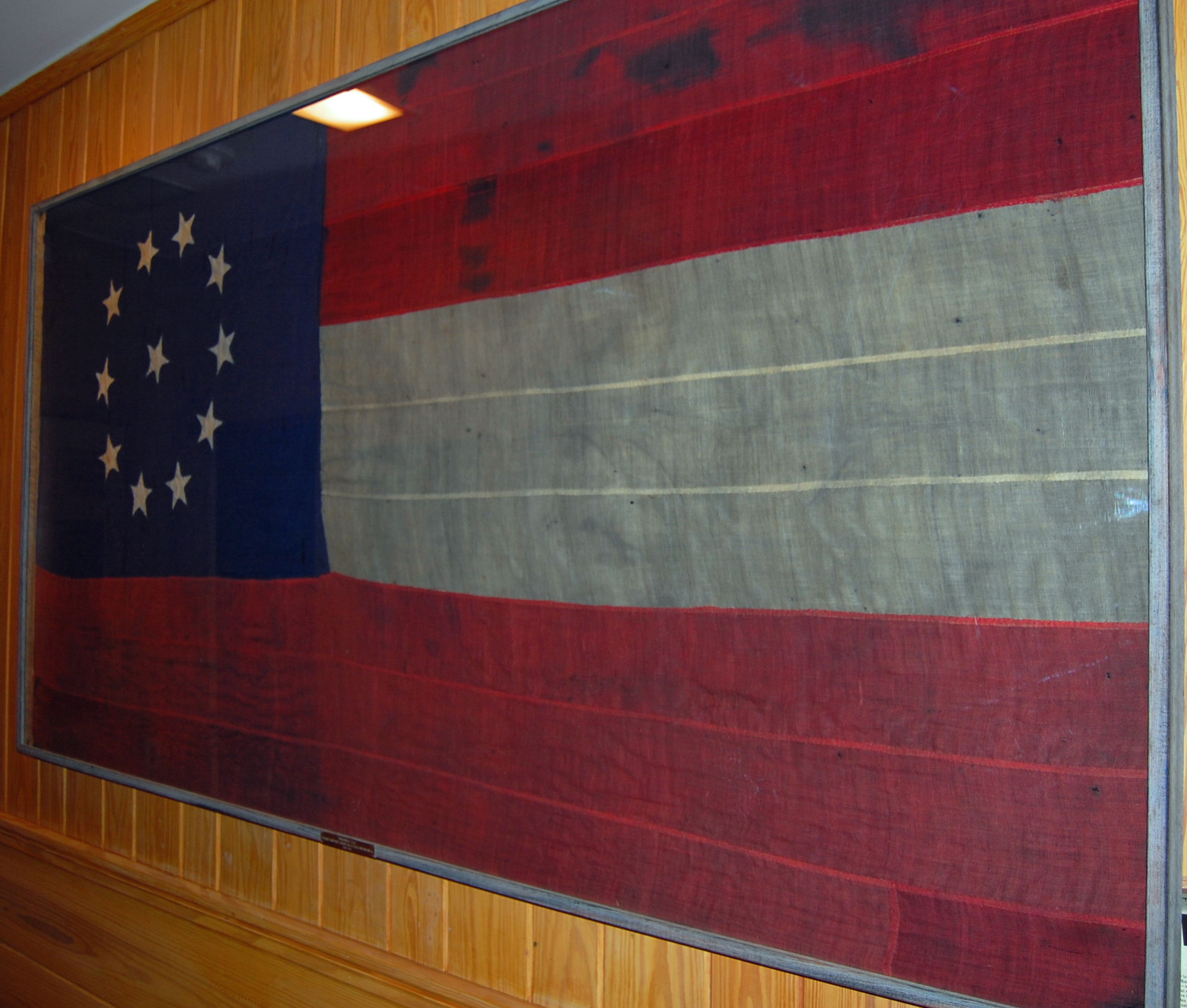
Национальный флаг Конфедерации (форт Джексон)
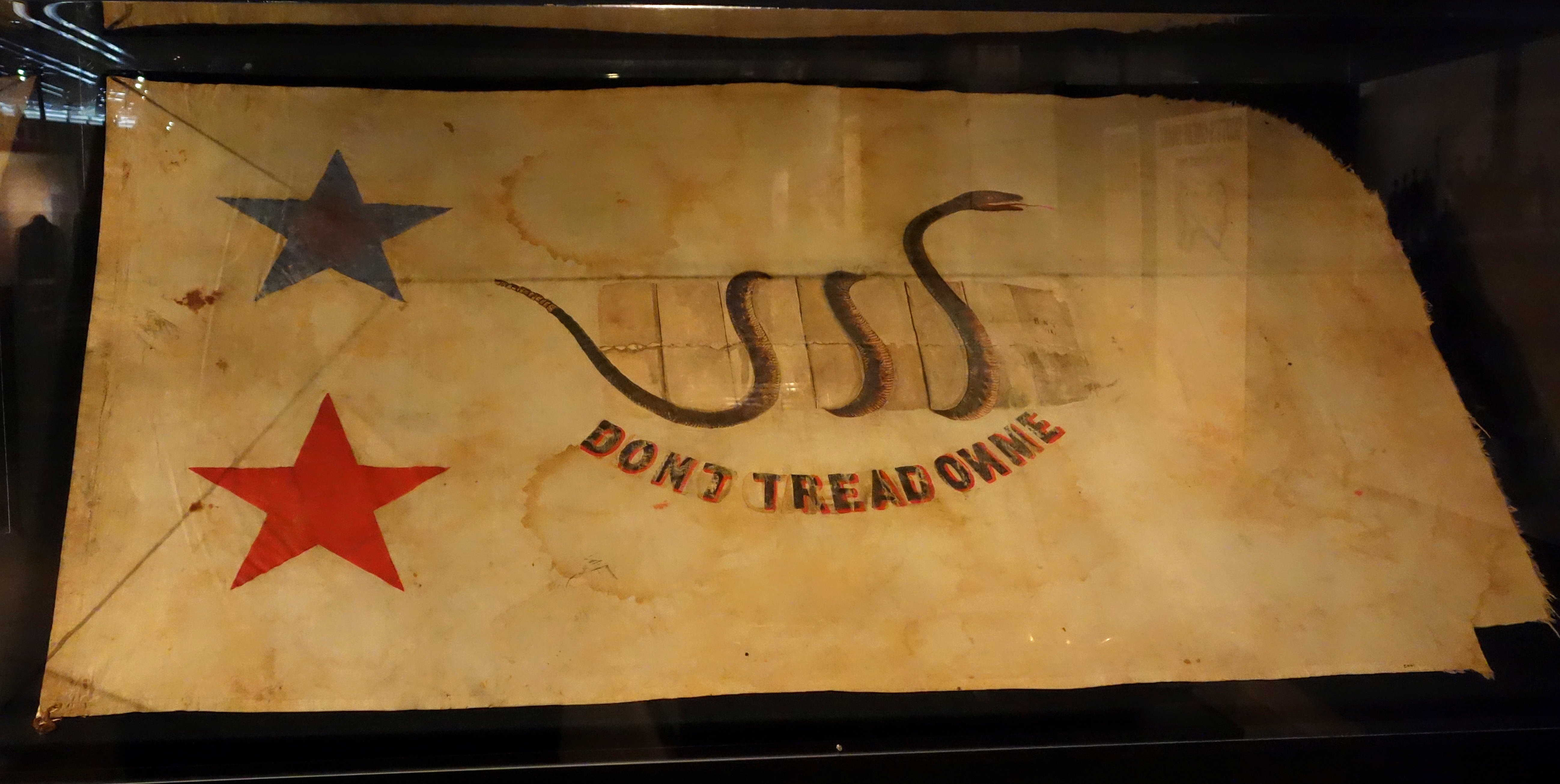
Военно-морской флаг Конфедерации, захваченный генералом Шерманом
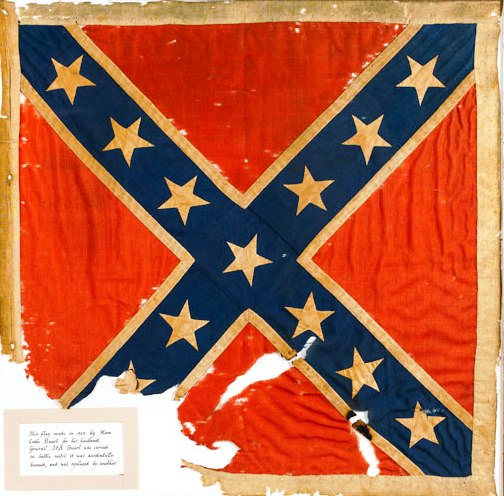
Боевой флаг кавалерийского корпуса армии Северной Вирджинии
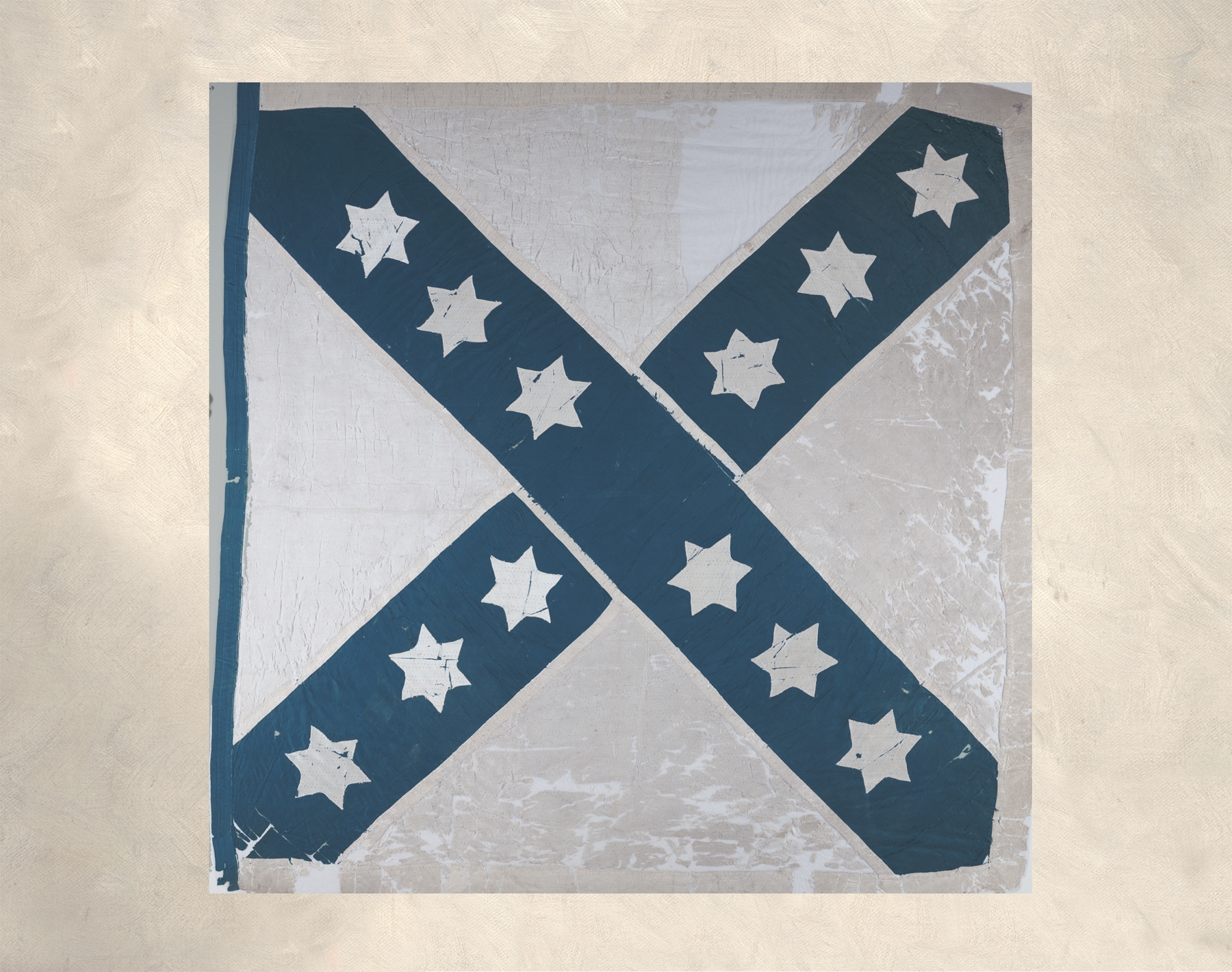
Боевой флаг 11-го пехотного полка Миссисипи
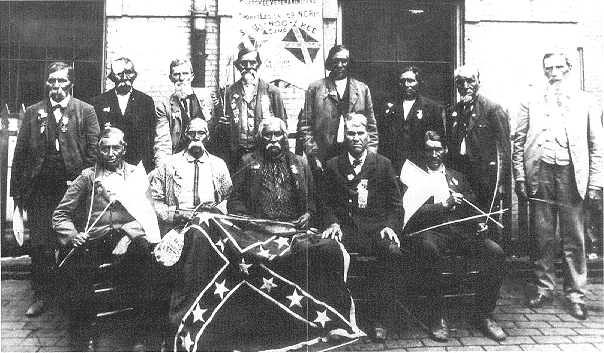
Чероки, воевавшие на стороне КША (1903 год)